# NGC 4349-127

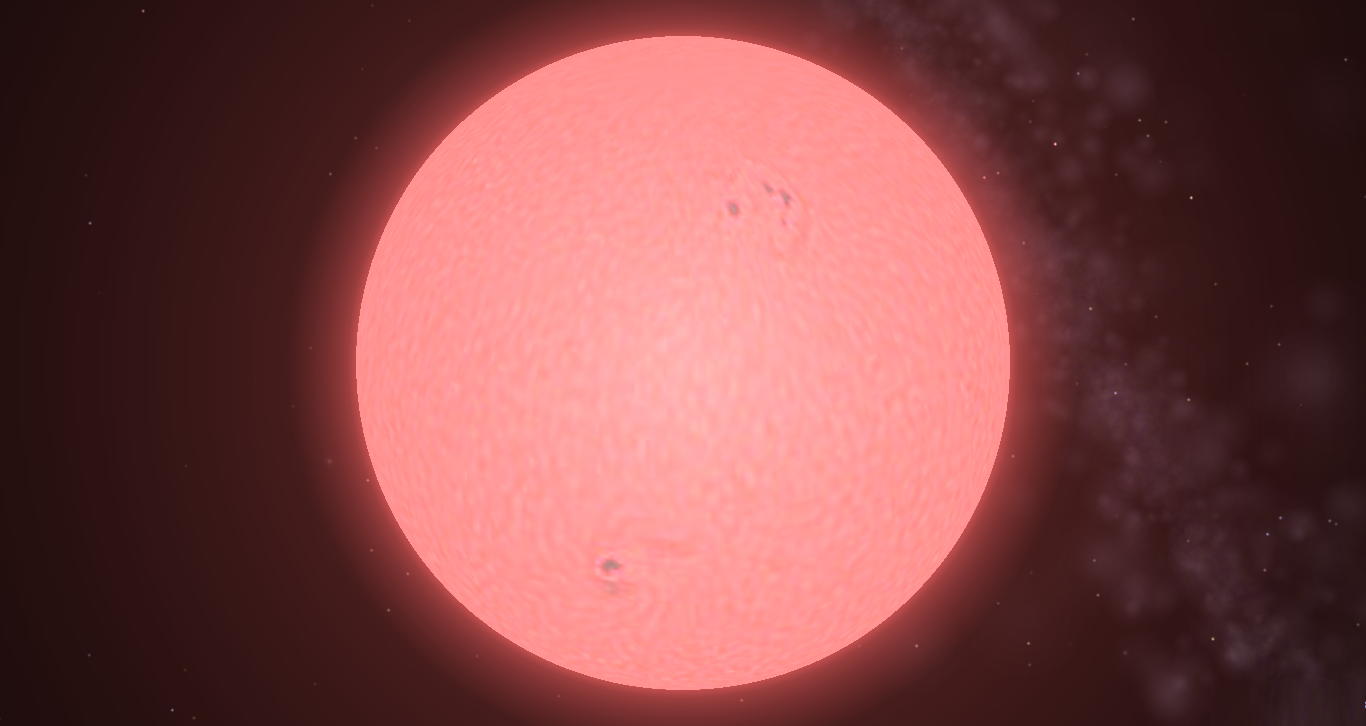
天文程式 Celestia 中模擬的 NGC 4349-127。

NGC 4349-127是一顆距離地球約7097光年的恆星，位於南十字座，可能是紅巨星。該恆星是距離地球約6500光年（約2000秒差距）的疏散星團 NGC 4349 的成員星。該恆星的質量大約是太陽的3.9倍，年齡約2億年。2007年在該恆星旁發現一顆次恆星天體，可能是棕矮星。

## 行星系統
NGC 4349-127 b可能是一顆氣體巨行星或棕矮星，它的質量大約是木星的20倍，軌道離心率大約是0.19，和水星軌道相當。它和母恆星距離是2.38天文單位，軌道周期677.8日。
該天體是由日內瓦天文台的克里斯托弗·洛维斯和米歇爾·麥耶以徑向速度法發現。
| 成員 (依恆星距離) | 质量     | 半長軸 (AU) | 轨道周期 (天) | 離心率      | 傾角 | 半径 |
| ----------------- | -------- | ----------- | ------------- | ----------- | ---- | ---- |
| b                 | >19.8 MJ | 2.38        | 677.8 ± 6.2   | 0.19 ± 0.07 | —    | —    |

## 外部連結
- . The Extrasolar Planets Encyclopaedia.   [2012-07-21]. （原始内容存档于2012-10-29）.
- SIMBAD NGC 4349 127b（页面存档备份，存于）